# تخت تشمن
تخت تشمن (بالفارسية: تخت‌چمن) هي قرية تقع في Ahmadabad Rural District في إيران. يقدر عدد سكانها بـ 149 نسمة بحسب إحصاء 2016.